# Båtmössa

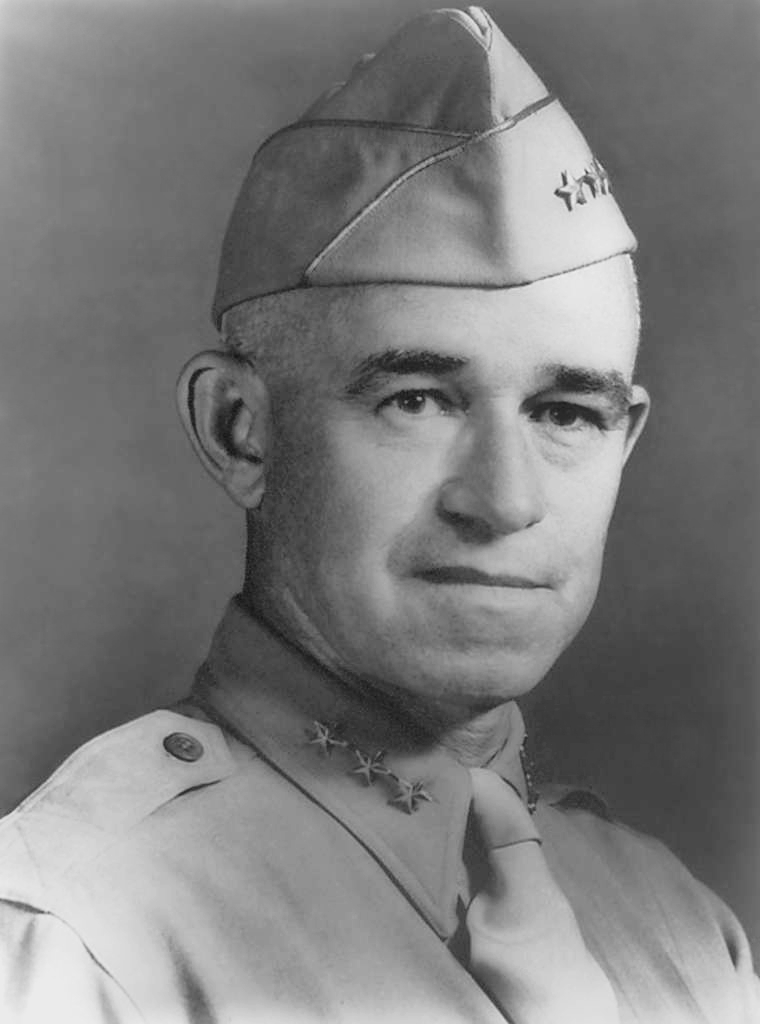
General Omar Bradley iförd båtmössa.

En båtmössa är en militär huvudbonad. Den används i tjänst av bland annat polisen och tullen samt militärer i flera länder.
Inom svenska försvarsmakten används båtmössa numera främst inom flottan, som huvudbonad till sjöstridsuniform m/1993, då i form av båtmössa m/1948 men även Livgardet nyttjar båtmössa till olika uniformsvarianter. 